# Minden Népek Asszonya
A látnok

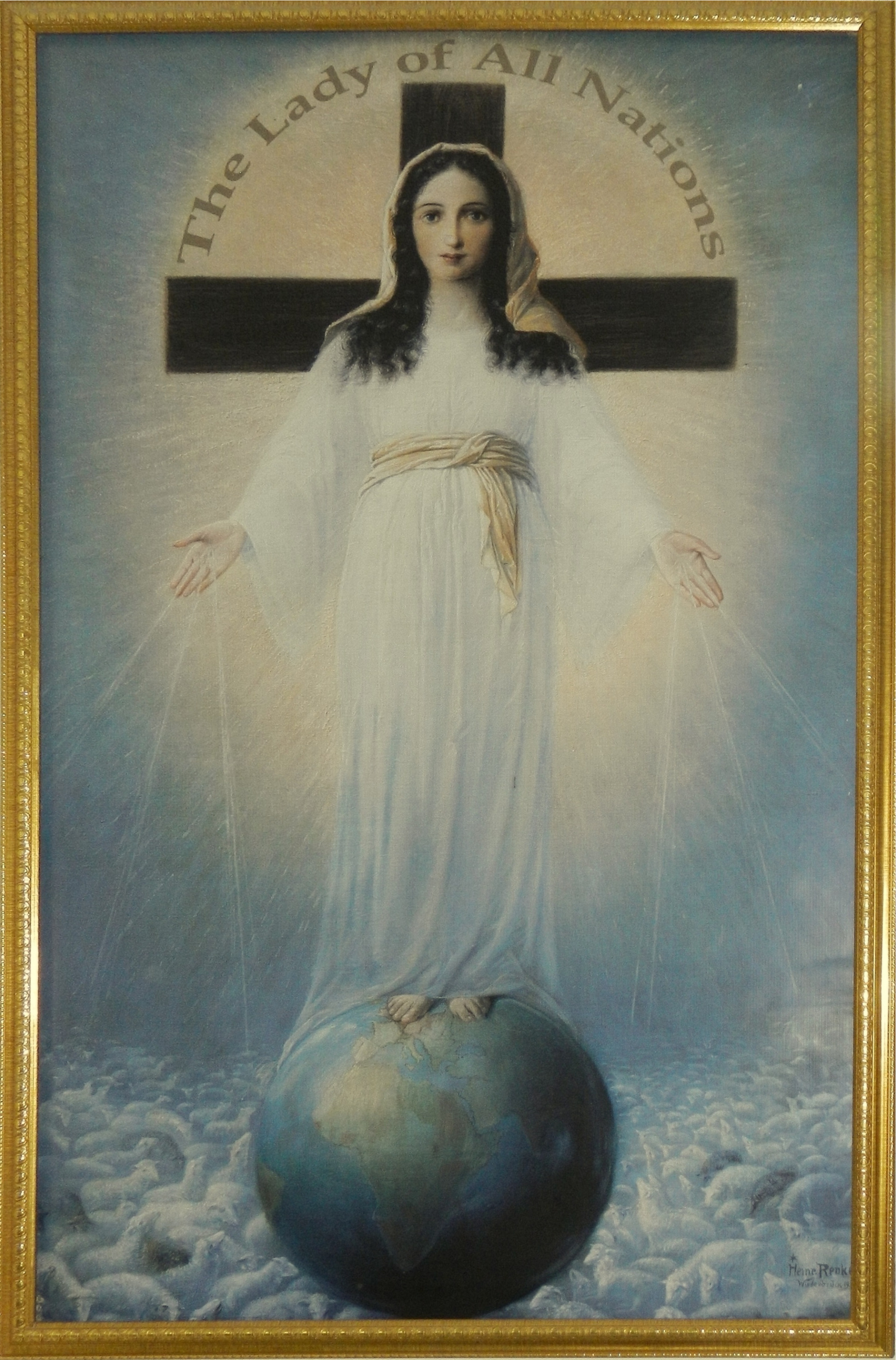
Minden Népek Asszonya

Ida Peerdeman (1905. augusztus 13., Alkmaar - 1996. június) A Peerdeman család az amszterdami óvárosban lakott. 1945-ben az öt gyermek már néhány éve elvesztette édesanyját, a legidősebb lány pótolta hiányát. Az apa textilkereskedéssel foglalkozott. Hetente saját maga gyón 12 éves korától. Az első jelenést 12 évesen látta az utcán, majd 1945-1959-ig összesen 56 látomása volt. szerény visszahúzódott életet élt.
Minden Népek Asszonya egy Szűz Mária-jelenés sorozat, amelyet Ida Peerdeman holland nő élt meg, az egész élete során.

## Előzmény
Ida rendszeresen látogatta a Domonkos-rendi spuilstraati templomot és szokása szerint egyedül jött vissza az utcákon a templomból. Egyszer a falak eltűntek egy nagy fényesség miatt és egy szép keleties vonású nő állt ott. Nem tudta mennyi percig tartott a jelenés, de amikor eltűnt teljes erejéből hazaszaladt. Otthon elmondta apjának, és apja azt a tanácsot adta, senkinek ne mondja el mert ki fogják nevetni, és azt fogják gondolni megbolondult. Kezdetben nővére jegyzetelte le szóról-szóra látomásait, mert ő is jelen volt az eseményeknél.
Ida rendszeresen gyónt, a jelenések alatt gyóntatópapja kísérte figyelemmel a jelenés sorozatot.

## A jelenések üzenetei
- Első jelenés - 1945. március 25. Idától balra megjelenik nagy fényességben egy asszony. Felemeli kezét  három ujját kinyitja, azután a negyediket és az ötödiket is. Majd ezt mondja a három március hónapját a négy áprilist az öt május 5-ét jelenti. Majd megmutatja rózsafüzérét és azt mondja : "ennek köszönhető, de tartsatok ki". Majd a jelenésben Ida katonákat lát, mire az asszony azt mondja ezek hamarosan haza térhetnek.  Ida megkérdezi "Te vagy Mária?" A hölgy mosolyogva mondja, "Asszonynak fognak nevezni, anyának."
- Második jelenés - 1945. április 21. A jelenéskor templomba látta magát, egy oltár volt előtte az asszony képével, sok virággal és ezer ember imádkozott előtte. Azt mondta az asszony: "Ti emberek, a békét akkor fogjátok megtartani, ha hisztek benne. Ezt terjesszétek." Miközben háromszor elismétli, keresztet ad Ida kezébe, akinek körbe kell mutatnia. Utána megváltozik a helyszín és embereket lát akiket kiemel. "Ezek vezető személyek, akik megint kigondoltak valamit." Ezután a zsidók kivonulását látta, felette az Atyával, aki eltakarja a szemét. "Jahve szégyenkezik népe miatt." Ezután Káint és Ábelt látja és egy szamár állkapcsot, és Káin menekül.
- Harmadik jelenés - 1945. július 29. Egy régi füstös áldozati oltárt lát. Egy hang: "Jahve figyelmezteti népét, legyetek hűségesek, szétszórták bárányaimat." Amikor az asszony keresztet helyez az oltárra az egész világ körülötte áll. "Jöjjetek hűségesek." Egy kelyhet visznek a tömegen keresztül. "Sokak számára hiába." Az asszony hívja a tömeget, vezetni akarja egy hosszú fáradságos úton aminek a végén fény van. Mutatja ezen kell menni, a férfiak elindulnak de sokuk leesik az útról. Az aggódó asszony mégis rájuk mosolyog. Írást lát: "Újra az életbe Krisztussal." Majd szomorúan szól "Anglia és Amerika újra meg fog találni engem."
- Negyedik jelenés - 1945. augusztus 29. Az asszony Ida kezét használja fel, hogy érzelmeket adjon át. Ida szomorú lesz, az asszony szól: "De öröm jön utána." Fényt lát kijönni a kezéből és mindenhol templomokat lát. Az asszony azt mondja: "Egyetlen nagy közösséggé kell válni." Ezután a keze megfájdul és azt látja viharok zúdulnak a templomokra. Három pápa jön. X. Piusz pápa, XII. Piusz pápa és egy eljövendő pápa VI. Pál pápát, és elmagyarázza ez egy korszak lesz az akkori és az új lesznek a "harcosok". Ezután egy nagyon távoli háborút lát rettentő nagy pusztulással. Majd kifejti, hogy egy szociálisabb, a mai időknek megfelelő modernebb, bővültebb látókörűnek kell lennie a papok tanításában. A szociális témával a mozgalmak törődnek, de ezeket az egyházi vezetés mellett kell megtenniük. "Sok változás kell a képzés terén." Ekkor elszomorodik, mert sok "ellenállást lát az egyházban" evvel kapcsolatban.
- Ötödik jelenés - 1945. október 7. -  Egy Várba hívja az asszony aki egy kertben megmutatja az Igazság Kertjét. "Kint nincs igazság." mondja.  Majd azt látja felírva "enciklikák". "Ez a helyes út, de nem akarnak ezek szerint élni." Egy szimbolikus jelenés. Ida képviseli az emberiséget, aki nem akarja felvenni a keresztet, Ida sem vonakodik, de azért felveszi. Sarlót, kalapácsot lát.
- Hatodik jelenés - 1946. január 3. Angliából kiinduló súlyos szellemi harcot lát. kommunizmust és egy kommunizmus és horogkereszt kombinációját látja kialakulni.
- Hetedik jelenés - 1946. február 7. Amerika és Oroszország között nyilat lát. Angliának meg kell érteni sorsát és vissza kell térnie a Legmagasabbhoz. A Holdra valami leszáll.
- A jelenéseiben az egyik legmeggyőzőbb pillanat az volt, amikor Szűz Mária titkot árult el, 1958 február 18.-án, hogy a pápa annak az évnek októbere elején meg fog halni. Bár Ida gyóntatója tiszteletben hagyta a titkot, de arra kérte tegye be az üzenet tartalmát egy borítékba lezárva és hagyja nála. Ahogy a hagyomány tudja csak Isten tudja a napot és a percet. XII. Piusz pápa valóban meghalt 1958 október 9-én.[1]
- Utolsó, ötvenhatodik jelenés - 1959. május 31. Teljes dicsőségében látja az Asszonyt úgy mint sohasem. Szól: Tartsatok bűnbánatot. Majd ostyával illetve kehellyel kapcsolatos képeket lát.

## Hivatalos elismerés
A jelenés sorozat hivatalos elismerésére 1996-ban került sor. Heinricks Bomers haarlemi püspök nyilatkozata szerint. Ezek szerint "pillanatnyilag nem tud nyilatkozni az egyház a jelenés és az üzenetek természetfeletti voltáról". Kitér, hogy 1951-ben már elnyerte az akkori püspöktől a jóváhagyását. 2002-ben újabb közleményt adott ki Haarlem újabb püspöke.

## A jelenések hatása a katolikus dogmatikára
A jelenés felszólította Idát fessen egy képet róla, mint Társmegváltó, Közvetítő. A képen az Asszony egy kereszt előtt áll a háttérben bárányok legelésznek. A jelenések felébresztettek egy katolikus kört, meg szerették volna nyerni Jos Punt püspököt az ügynek, hogy ajánlják, hogy a katolikus egyház dolgozzon ki egy új ötödik dogmát Máriáról. Ez a dogma Mária szerepét határozná meg az üdvtörténetben. Punt püspök pozitívan fogadta, és kitért egy régi fájó sebre, arra amikor kiváltak a reformátusok az egyházból. A püspök tisztában van avval, hogy a reformátusok Jézus szerepénk elhalványulását látnák ebben. De ő meg van győződve, hogy éppen ellenkezőleg Mária szerepének meghatározása igazából felerősíti azt.

## A látnok halála után
Ida Peerdeman egész életét a Minden Népek Asszonyának szentelte. Heinricks Bomers haarlemi püspök maga tartotta a temetési ceremóniát. Beszédében megemlítette, hogy Ida sohasem vált beképzelté, és irtózott attól, hogy személyét megkülönböztessék. Szerény maradt haláláig, ami jó jel. A püspök számára nem kétséges, hogy Ida az igazat mondta egész életében, és életét alárendelte a Minden Népek Asszonyának tiszteletére.
Amszterdamban közös imatalálkozókat szoktak szervezni. Az első 1997. május 31.-én volt és elnevezték Első Nemzetközi Ima Nap (First International Day of Prayer). Második 1998. május 31.-én tízezer ember vett részt. A harmadikon tizenhárom püspök és több mint húszezren vettek részt (1999). 2003-ban az ötödik ilyen találkozót rendezték meg. Ez az év az iraki háborúról szólt, és az imatalálkozó ennek a háborúnak a negatív hatásait igyekezte csökkenteni.
Egy amerikai fiatalembernek úgyszintén volt látomása 1995 óta sokszor Marylandben, ahol a látomás asszonya ugyancsak Minden Népek Asszonyának mutatkozott be.
A jelenéseknek ellenzői is vannak. Ezek közé számít a belgiumi Mark Waterinckx, aki petíciót adott be a jelenések elismerésének visszavonására.